# Töftedals församling
Töftedals församling var en församling i Karlstads stift och i Dals-Eds kommun i Västra Götalands län (Dalsland). Församlingen uppgick 2010 i Dals-Eds församling.

## Administrativ historik
Församlingen har medeltida ursprung. 
Församlingen var till 1962 annexförsamling i pastoratet Dals-Ed, Nössemark, Håbol och Töftedal som till 1670 även omfattade Rölanda och Gesäters församlingar. Från 1962 till 1998 var församlingen annexförsamling i pastoratet Rölanda, Gesäter och Töftedal. Från 1998 till 2010 var den annexförsamling i pastoratet Dals-Ed, Nössemark, Håbol, Gesäter, Rölanda och Töftedal. Församlingen uppgick 2010 i Dals-Eds församling.

## Kyrkor
- Töftedals kyrka